# Баграмян (Арарат)
Баграмян (вірм. Բաղրամյան) — село в марзі Арарат, у центрі Вірменії. Село розташоаване на трасі Єреван — Степанакерт, за 4 км на північний захід від міста Аштарака, між сілами Азатаван та Далар. Село отримало назву на честь Івана Христофоровича Баграмяна.